# エペソの祭典
エペソの祭典（エペソのさいてん）は、1999年9月にエペソでプロテスタントによって行われた、霊の戦いの祭典。
新約聖書の使徒言行録19章34節で異教徒たちが「偉大なのはエペソのアルテミスだ」と2時間叫んだのに対抗する意味合いを持たせて、参加者が「偉大なのはナザレのイエスだ」と4時間叫び、讃美が歌われた。
ピーター・ワグナーは「悪霊」「天の女王と戦いなさい」と主に命じられたという。その経緯と理論はピーター・ワグナー著『天の女王との戦い』で解説されている。ピーター・ワグナー夫妻は1997年、10/40の窓の祈りのため赴いたトルコで、彼らトルコ人への祈りの心を与えられたと述べている。
クリントン・アーノルドの『エペソ:力と魔術』は、エペソがローマ帝国における魔術の中心地であったと考えている。エペソを支配していた悪魔はエペソのアルテミスであり、「天の女王」と呼ばれていた。使徒パウロはこの悪魔と対決したという。福音によって悪霊アルテミスの力が弱められたので、使徒の働き19章34節にある暴動が起こり、「みなの者がいっせいに声をあげ、「偉大なのはエペソ人のアルテミスだ。」と2時間ばかりも叫び続けた。」 という。
ワグナーによれば、「天の女王」は悪霊であり、ブラジルで拝まれる悪霊「天の女王」は処女アパレシダ。世界各地の女神信仰と結び付けている。
また、日本で拝まれる悪霊「天の女王」については、滝元望が太陽神天照大神であると教えている。
エレミヤ書7:16、7:18にある天の女王はサタンの支配下で最も力を持つ悪霊であり、天の女王を礼拝することは、聖書の中でただ一つ祈ってはならないほどの神の怒りを引き起こす恐ろしい罪であったとワグナーらは認識している。
月刊誌『ハーザー』1999年12月号で「エペソの祭典」の特集が組まれ、有賀喜一の「トルコでの宣言に勝利を確信」、笹井大庸の「天の女王の要塞を打ち砕く」と題する記事が載った。